# Batalha de Zacatecas
A batalha de Zacatecas, também conhecida como Tomada de Zacatecas, foi a batalha mais sangrenta da campanha para derrubar o presidente Victoriano Huerta, durante a Revolução Mexicana. Em 23 de junho de 1914, a Divisão do Norte de Pancho Villa derrotou de forma decisiva as tropas do general Luís Medina Barrón que defendiam a cidade de Zacatecas. Esta grande vitória desmoralizou os apoiantes de Huerta, conduzindo à sua renúncia em 15 de julho de 1914.

## Antecedentes
Zacatecas, uma cidade mineira com 30 000 habitantes, possuía um ativo militar estratégico, um nó ferroviário que tinha de ser capturado para se conseguir avançar sobre a Cidade do México a partir do norte. Ciente desta realidade, Huerta enviou um dos seus melhores oficiais, o general Medina Barrón, com reforços para a guarnição que defendia a cidade. Estima-se que as suas forças rondassem os 12 000 homens.
Venustiano Carranza, o líder da rebelião, invejava a popularidade de Villa e não queria dar-lhe a oportunidade de o anteceder na entrada na Cidade do México, pelo que lhe ordenou atacar Saltillo após a sua difícil vitória em Torreón. Em seu lugar, Carranza escolheu o general Pánfilo Natera para efetuar o ataque a Zacatecas. Porém, o seu assalto foi facilmente repelido por Medina Barrón. Sem autorização, Villa decidiu tentar a sua sorte com a sua Divisão do Norte, com cerca de 20 000 homens.

## A batalha
Zacatecas encontra-se rodeada por montes. Medina Barrón colocou muitas das suas melhores tropas em dois deles, La Bufa e El grillo, com apoio da artilharia. Elevações menores, como Loreto e Sierpe foram também fortificadas.
Villa deixou o planeamento do ataque nas mãos de Felipe Ángeles. Foi decidido usar as vantagens do maior número de tropas e artilharia superior e atacar a cidade por todos os lados, com a artilharia a concentrar os seus disparos sobre La Bufa e El Grillo. O bombardeamento começou às 10 da manhã de 23 de julho de 1914. El Grillo foi tomado por volta das 13 horas. A resistência em foi mais forte em La Bufa, em parte porque ali se encontrava Medina Barrón,mas os seus soldados ficaram desalentados com a queda de El Grillo, e La Bufa foi tomado no final da tarde.
Medina Barrón e os seus homens retiraram para a cidade. Instalou-se o pânico, pois era bem sabido que os homens de Villa não teriam misericórdia. O general ordenou a retirada para a localidade vizinha de Guadalupe, na estrada para Aguascalientes, de onde se esperava que chegassem reforços. Porém, depararam-se com 7 000 tropas de reserva de Villa e foram massacrados.
No total, estima-se que tenham perdido a vida entre 6 000 e 7 000 defensores, muitos dos restantes foram feridos, e apenas Medina Barrón e algumas centenas de homens chegaram em segurança a Aguascalientes. As tropas de Villa sofreram cerca de 1 000 mortos. O número de baixas civis é desconhecido.